# 热那亚王宫

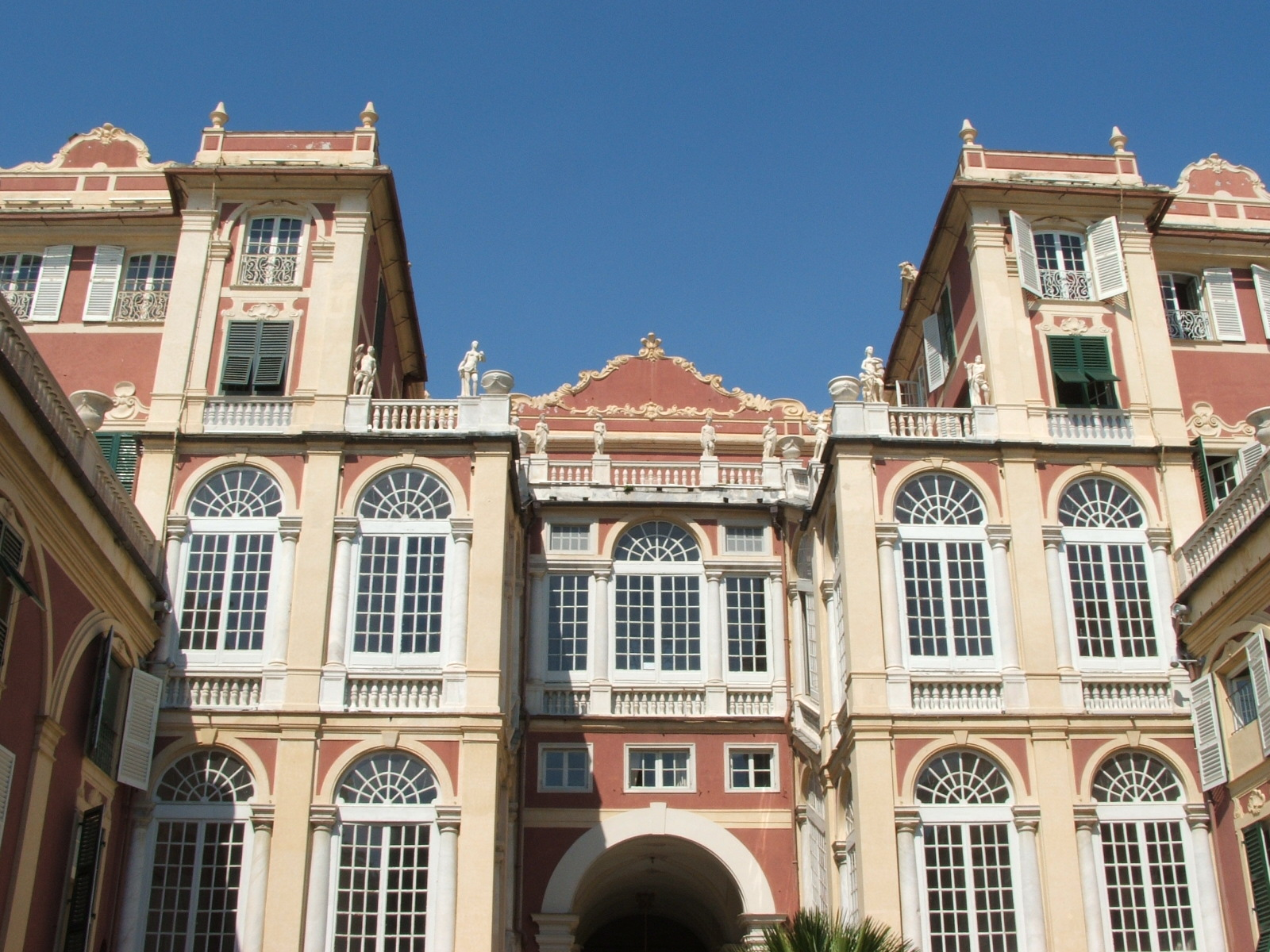

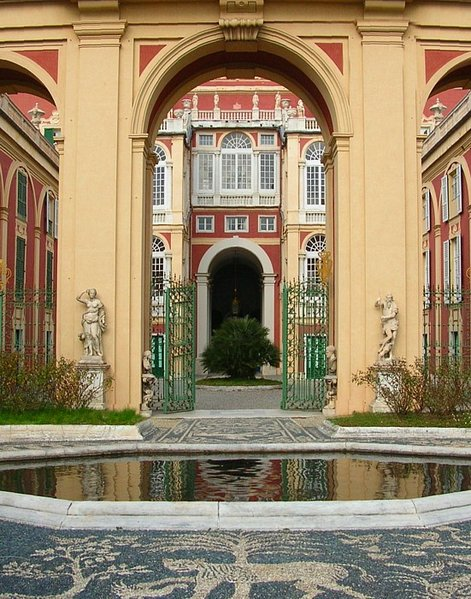

热那亚王宫（Palazzo Reale）是意大利城市热那亚的一座17世纪的历史建筑，属于巴尔比家族，现在的楼宇作为美术馆。
热那亚王宫位于巴尔比街（Via Balbi）10号，靠近热那亚大学和热那亚王子广场火车站。
热那亚王宫保留了其原有的古老家具，壁画精美，并收藏有凡戴克等人的多幅名画。 
热那亚王宫是世界遗产的一部分。